# Tunkhannock (Pensilvania)
Tunkhannock es un borough ubicado en el condado de Wyoming en el estado estadounidense de Pensilvania. En el año 2000 tenía una población de 1.911 habitantes y una densidad poblacional de 837.1 personas por km².

## Geografía
Tunkhannock se encuentra ubicado en las coordenadas 41°32′27″N 75°56′52″O / 41.54083, -75.94778.

## Demografía
Según la Oficina del Censo en 2000 los ingresos medios por hogar en la localidad eran de $32,216 y los ingresos medios por familia eran $54,063. Los hombres tenían unos ingresos medios de $34,097 frente a los $23,558 para las mujeres. La renta per cápita para la localidad era de $20,707. Alrededor del 5.5% de la población estaba por debajo del umbral de pobreza.